# Cleora flaccida
Cleora flaccida är en fjärilsart som beskrevs av W. Warren 1903. Cleora flaccida ingår i släktet Cleora och familjen mätare. Inga underarter finns listade i Catalogue of Life.